# Melanaspis lilacina
Melanaspis lilacina är en insektsart som först beskrevs av Cockerell 1898.  Melanaspis lilacina ingår i släktet Melanaspis och familjen pansarsköldlöss. Inga underarter finns listade i Catalogue of Life.